# Richard Waldemar
Richard Waldemar (1870 – Vienna, 15 gennaio 1947) è stato un attore austriaco.

## Biografia
Nato in Austria nel 1870, dopo aver frequentato le scuole medie, Richard Waldemar ebbe una breve esperienza professionale nelle ferrovie. Studiò recitazione, debuttando come attore nel 1890. Lavorò in teatro in diverse città. 
Il 23 dicembre 1908 è Lucas van Deesteldonck nella prima assoluta di Die geschiedene Frau di Leo Fall al Carltheater di Vienna dove nel 1910 è Peter Dragotin nella prima assoluta di Zigeunerliebe di Franz Lehár e nel 1913 Pan Jan Zarémba nella prima assoluta di Polenblut di Oskar Nedbal.
Il suo primo film risale al 1913.
Nel 1924 è Fürst Moritz Dragomir Populescu nel grande successo di Gräfin Mariza di Emmerich Kálmán diretto da Anton Paulik al Theater an der Wien, dove nel 1926 è Prinz Sergius Wladimir nella prima assoluta di Die Zirkusprinzessin di Kálmán e nel 1928 James Jacques Bondy ne La duchessa di Chicago di Kálmán che fu rappresentata per la prima volta con Rita Georg, Hubert Marischka, Elsie Altmann, Joseph Egger, Hugo Thimig e Hans Moser diretti da Paulik.
Nel 1930 è Pipo de Frascatti nella prima assoluta di Das Veilchen vom Montmartre di Kálmán nell'Johann Strauß-Theater di Vienna.
Lavorò saltuariamente per il cinema. Nella sua carriera cinematografica, durata fino al 1940, prese parte a circa una quarantina di film dove, data l'età non più giovanissima, interpretava ruoli di caratterista.

## Filmografia
La filmografia è completa.
- Johann Strauß an der schönen blauen Donau, regia di Karl Zeska (1913)
- Viererzug, regia di Carl Wilhelm (1917)
- Eine halbe Stunde Vater (1919)
- Die Aushilfsgattin, regia di Karl Gerhardt (1919)
- Der Mord in der Kohlmessergasse, regia di Karl Gerhardt (1919)
- Das blinde Huhn, regia di Alfred Lampel (1919)
- Liebe und Schrebergarten (1920)
- Carl Michael Ziehrer, der letzte Walzerkönig (1922)
- Frau Sopherl vom Naschmarkt, regia di Hans Steinhoff (1926)
- Der Balletterzherzog. Ein Wiener Spiel von Tanz und Liebe, regia di Max Neufeld (1926)
- Der Geliebte seiner Frau, regia di Max Neufeld (1928)
- Die beiden Seehunde, regia di Max Neufeld (1928)
- Dorine und der Zufall, regia di Fritz Freisler (1928)
- Befehl zur Ehe
- Die weiße Sonate
- Die verschwundene Frau, regia di Karl Leiter (1929)
- Was kostet Liebe?
- Die kleine Veronika
- Ausflug ins Leben
- Lumpenkavaliere, regia di Carl Boese (1932)
- Parata di primavera (Frühjahrsparade), regia di Géza von Bolváry (1934)
- Clò clò (Die ganze Welt dreht sich um Liebe), regia di Viktor Tourjansky (1935)
- L'allegro postiglione (Der König lächelt - Paris lacht), regia di Carl Lamac (1936)
- Rendezvous in Wien, regia di Victor Janson (1936)
- Coriandoli (Konfetti), regia di Hubert Marischka (1936)
- Singende Jugend
- Unsterbliche Melodien
- La doppia vita di Elena Gall (Schatten der Vergangenheit), regia di Werner Hochbaum (1936)
- Prater
- Fiori di Nizza (Blumen aus Nizza)
- Seine Tochter ist der Peter, regia di Heinz Helbig e Willy Schmidt-Gentner (1936)
- Romanze, regia di Herbert Selpin (1936)
- Milioni in corsa (Millionenerbschaft), regia di Arthur Maria Rabenalt (1937)
- Geld fällt vom Himmel, regia di Heinz Helbig (1938)
- La collana della principessa (Prinzessin Sissy), regia di Fritz Thiery (1939)
- Hotel Sacher, regia di Erich Engel (1939)
- Leinen aus Irland, regia di Heinz Helbig (1939)
- Hochzeitsreise zu dritt, regia di Hubert Marischka (1939)
- Das jüngste Gericht, regia di Franz Seitz (1940)